# Смирнов, Василий Александрович (серийный убийца)
Васи́лий Алекса́ндрович Смирно́в (30 ноября 1947, деревня Сопки, Бологовский район, Тверская область, РСФСР, СССР — около 1980, Кресты, Ленинград, РСФСР, СССР) — советский серийный убийца. Совершил 10 изнасилований, разбойное нападение, 2 поджога, акт каннибализма, многочисленные кражи и 5 убийств с особой жестокостью. Расстрелян по приговору суда.

## Биография
Василий Смирнов родился 30 ноября 1947 года. Был единственным ребёнком в семье. Имел врождённый дефект в ротовой полости — отсутствие резцов. Его отец рано умер. Мать всячески баловала Василия и говорила, что он лучше всех, при этом не разрешала ему общаться со сверстниками, ходить на танцы, встречаться с противоположным полом. В возрасте 18 лет он ударил мать по голове молотком и попытался её изнасиловать, но она не стала заявлять на него. После службы в армии (около 1970 года) он изнасиловал пожилую женщину. За это Смирнов попал в тюрьму, где его «опустили», и в течение всего тюремного срока он подвергался физическим нападкам и издевательствам со стороны других заключëнных. В конце 1970-х годов Смирнов вышел на свободу, к этому времени его мать умерла.
3 сентября 1979 года на берегу реки Ижора было найдено тело 8-летней Марины Кошкиной. Она была зверски убита, а перед смертью изнасилована. Ей в голову был вбит гвоздь. Это злодеяние совершил Смирнов. Он напал на неё и изнасиловал, после чего потребовал, чтобы та не рассказывала своей маме. Девочка заявила, что всё расскажет, и Смирнов убил её, зарезав. Следствие по этому делу шло очень активно, но найти убийцу не удалось. Вскоре у Серебряного озера был найден труп маленького мальчика (Андрея Лопатина). Его изнасиловали, а потом зарезали. Смирнов хотел отрезать от тела кусок и употребить его в пищу, но проезжавший мимо велосипедист спугнул его. По Гатчине поползли ужасающие слухи о вампире, который пьёт кровь детей.
Смирнов не всегда убивал своих жертв, но изнасилованные женщины не сообщали в милицию из-за стыда. Следующей жертвой стала пожилая женщина Софья Виртанен, которая считалась в городе богатой. Он отрезал ей голову, ограбил, а потом поджёг дом. После этого он уехал в Петродворец. Там он изнасиловал беременную женщину, которая не сообщила в милицию. Четвёртой жертвой стала мать двоих детей (Татьяна Емшова), воспитательница, приехавшая в Гатчину на семинар. Маньяк изнасиловал её, а потом убил. Было объявлено о маньяке. Смирнов затаился.
В этот момент в милицию обратилась женщина, которую изнасиловал Смирнов. Это преступление произошло в тот же день, когда Смирнов убил Емшову. Смирнов был изобличён по старой судимости. Следователи приехали к Смирнову, но нашли лишь сгоревший дом. А вскоре Смирнов посреди дня напал на группу детей и изнасиловал девочку. В тот же день его арестовали. Под арестом он с удовольствием рассказывал о своих преступлениях. Также он рассказал о пятом убийстве — пожилой женщины, которую он изнасиловал. Он положил её труп на дорогу, и её переехала машина. Дело списали на ДТП. Смирнов оставлял на телах убитых жертв знак — он вбивал гвозди им в головы.
В 1980 году Василий Смирнов был приговорён к смертной казни через расстрел. Преступник не испугался после объявления ему смертного приговора. Он сказал, что он выше закона. Приговор был приведён в исполнение. Ходили слухи о том, что Смирнова не расстреляли, а оставили в живых для исследования его психопатического характера.

## В массовой культуре
- Документальный фильм «Некромант» из цикла «Следствие вели» (2011)[1]